# Államok vezetőinek listája 741-ben
Ezen az oldalon az i. sz. 741-ben fennálló államok vezetőinek névsora olvasható földrészek, majd országok szerinti bontásban.

## Európa
- Asztúriai Királyság
  - Király: I. Alfonz (739–757)

- Bizánci Birodalom
  - Császár: III. León (717–741)
  - Császár: V. Kónsztantinosz (741–775)
  - Császár: Artabaszdosz (741-743)

- Bolgár Kánság
  - Kán: Szevar (738–753/754)

- Frank Birodalom
  - Király: Interregnum (737–743)
  - Majordomus: Martell Károly (717–741)
  - Majordomus (Austrasia): Karlmann (741–747)
  - Majordomus (Neustria): Kis Pippin (741–751)
  - Bajor Hercegség
    - Herceg: Odilo (736–748)

- Longobárd Királyság
  - Király: Liutprand (712–744)
  - Beneventói Hercegség
    - Herceg: Godescalc (739–742)

  - Friuli Hercegség
    - Herceg: Ratchis (739–744)

  - Spoletói Hercegség
    - Herceg: II. Transamund (740–742)

- Velencei Köztársaság
  - Bizánci kormányzó: Gioviano Ceparico (740-741)
  - Bizánci kormányzó: Giovanni Fabriciaco (741-742)

### Britannia
- Dál Riata
  - Király: Aed (739–778)

- Essexi Királyság
  - Király: Saelred (738–746)

- Gwynedd
  - Király: Rhodri Molwynog ap Idwal (720–754)

- Kelet-angliai Királyság
  - Király: Ælfwald (713–749)

- Kenti Királyság
  - Király: II. Æthelberht (725–762) és I. Eadberht (725–748)

- Mercia
  - Király: Æthelbald (716–757)

- Northumbria
  - Király: Eadberht (737–758)

- Piktek
  -     - Király: I. Óengus (729–761)

- Strathclyde
  - Király: Teudebur (722–752)

- Wessexi Királyság
  - Király: Cuthred (740–756)

## Ázsia
- Csampa
  - Király: II. Vikrantavarman (687-741)

- Ibériai Királyság
  - Király: III. Guaram (692–748)

- India
  - Anuradhapura
    - Király: I. Mahinda (738–741)
    - Király: VI. Aggabódhi (741–781)

  - Csálukja Birodalom
    - Király: II. Vikramaditja (733–746)

  - Karkota-dinasztia
    - Király: Lalitaditja (723–760)

  - Pallava
    - Király: II. Nandivarman (710–775)

  - Pándja-dinasztia
    - Király: I. Maravarman Radzsaszimha (735–765)

- Japán
  - Császár: Sómu (724–749)

- Kína (Tang-dinasztia)
  - Császár: Tang Hszüan-cung (712–756)

- Korea
  - Silla
    - Király: Hjoszong (737–742)

  - Palhe
    - Király: Mun (738–794)

- Második Türk Kaganátus
  - Kagán: Tengri (739-741)
  - Kagán: Kutluk-Jagbu (741-743)

- Omajjád Kalifátus
  - Kalifa: Hisám (724–743)
  - Al-Andalusz
    - Kormányzó: Abd al-Malik ibn Katan al-Fihrí (740–742)

- Tibet
  - Király: Mé Akcom (704–755)

## Afrika
- Akszúmi Királyság
  - Akszúmi uralkodók listája
- Nekori Emirátus
  - Emír: I. Szálih ibn Manszúr (710–749)

## Amerika
- Copán
  - Király: K'ak' Joplaj Chan K'awiil (738–749)
- Palenque
  - Király: II. K'inich Janaab Pakal (738–751)
- Tikal
  - Király: Yik’in Chan K’awiil (734–766)

## Egyházfő
- Pápa: III. Gergely (731–741)
- Pápa: Zakariás (741–752)
- Konstantinápolyi pátriárka: Anasztasziosz (730–754)

## Fordítás
- Ez a szócikk részben vagy egészben  a   Liste der Staatsoberhäupter 741 című német Wikipédia-szócikk ezen változatának fordításán alapul.  Az eredeti cikk szerkesztőit annak laptörténete sorolja fel. Ez a jelzés csupán a megfogalmazás eredetét és a szerzői jogokat jelzi, nem szolgál a cikkben szereplő információk forrásmegjelöléseként.